# 徳川家康 (NHK大河ドラマ)
『徳川家康』（とくがわいえやす）は、1983年1月9日から12月18日まで放送されたNHK大河ドラマ第21作。

## 概要
「昭和59年から大河ドラマは近代路線に移行する」とのタイムテーブルのもと、時代劇大河・最後の作品として「戦国時代・最後の大物」徳川家康を主人公としたこのドラマは企画された。スタッフが意図したものは大河ドラマの王道たる「直球」的作品。当初はオリジナル脚本案も浮上したが、過去にNET系（現：テレビ朝日）でドラマ化された例はあるものの「山岡荘八『徳川家康』ほど家康に関する名作はない」との結論に達し、山岡荘八の小説『徳川家康』を原作にしたドラマ化がスタートした。家康の出生前からその死までを描く山岡版「家康」、その原作に忠実を期し「家康の生涯は生母・於大を抜きには語れない」との意見から於大役に、息子・家康役の滝田栄より7歳年下の大竹しのぶを配するなど大胆な配役がされた。従来陽気な秀吉に比べ老獪な謀略家としての面が強調されていた家康を泰平を求める求道者として描いた。
また、それまで一般に知られていなかった若手俳優であった役所広司が織田信長を演じて人気を博した。この作品で一躍注目を集めた役所は出演ドラマ・映画が増え、NHKでも翌年のNHK新大型時代劇『宮本武蔵』で主演を果たしている。
音楽は過去『新・平家物語』などでもテーマを手がけた冨田勲が担当した。この作品でもシンセサイザーと男声合唱、打ち込み音楽をあわせたものであり、重要な局面においては館野直光アナウンサーの語りと相まった。そして、オープニング・テーマでは一定の旋律を転調しながら繰り返すのみのシンプルな楽曲であった。
映像では山奥の小さなせせらぎが小川となり、いくつかの滝や濁流を経て大河となって、やがて大海に注がれるといった演出がなされた。また、家康にゆかりのある日光の華厳滝なども登場した。
原作が大作であり、数多くのエピソードが盛り込まれており、ドラマ展開がスピーディー過ぎてひとつひとつのエピソードが希薄な印象になりがちであった。第35回「太閤死す」では前半に関白・秀次の死があり、さらに後半に秀吉の死が描かれるという一回の放送分に大きな山場が二度あった。「初回から総集編を見せられているようだ」「もっとじっくりとした描き方を望む」との意見が新聞紙上に寄せられたこともある。さらに当初、重要な役どころだった登場人物がその役割を終えるや、後日譚もその死もまったく語られない人物が幾人か見られる。
なおこの年、堪忍の心の家康、同年に放送された連続テレビ小説『おしん』の我慢強さ、糖尿病の苦難を越えて31歳で横綱となった力士・隆の里とを合わせ、「おしん、家康、隆の里」という流行語も生まれた。
平均視聴率31.2%、最高視聴率37.4%という好成績を収めた。

## キャスティング
- 徳川家康：当初は丸顔、小太りという従来のイメージのもとキャスティング選考が行われた。リストアップされたのは緒形拳、松平健、中村梅之助、江守徹であった。しかしながら、前者三人は前年度の大河『峠の群像』に出演しているため見送りとなり、江守はスケジュールや家康の16歳時からの出演という条件には無理があり、こちらも実現できなかった。代わってスタッフ間に浮上してきたのが「なにも家康のそっくりショーをやるわけではない。われわれの手で新しい家康像を作り出そうではないか」という声で30代前半の俳優に的を絞り、実力本位で選考した結果、滝田が選ばれた。滝田は細くて長身で面長、「最も家康に似ていない俳優」が家康役に決定した。なお、候補の1人だった中村梅之助は2年後のNHK大型時代劇『真田太平記』で家康を演じ、松平健も『徳川家康と三人の女』（2008年、テレビ朝日）と映画『真田十勇士』（2016年）で家康を演じている。
- 豊臣秀吉：脚本担当の小山内美江子の強い希望により武田鉄矢に秀吉役が配された。武田は2作前の『おんな太閤記』（同作の脚本担当は橋田壽賀子）の時にも秀吉役の最有力候補だったが、当時はTBS系『3年B組金八先生』第2シリーズ（小山内が脚本担当）に出演中だったため実現しなかった。
- 織田信長：「最後の時代劇大河」になるかもしれない、ということで有終の美を飾らんと番組のヒットを祈念するスタッフは信長役には大物俳優の起用を切望していた。その第一候補は当時の大人気歌手沢田研二である。この出演依頼に沢田も所属事務所の渡辺プロダクションも大乗り気だった。早速スケジュールの調整が行われたが沢田の予定はすでに先の先まで埋まっており、拘束時間の長い時代劇大河の入り込む余地はほとんどなく、「出演不可能」の結論が出されたのは配役発表の1週間前だった[2][注 1]。トップ演出の大原誠はじめスタッフは急遽大物スターの起用を諦め、新人採用の方針に転換。時任三郎などが候補に挙がったが、最終的に端役ながら大河ドラマ出演の経験があり、3年前に連続テレビ小説『なっちゃんの写真館』でヒロインの夫・西城亮平役の滝田とも共演済みで、NHKスタッフには既にその実力が認知されていた無名塾所属の役所広司に決まった。放送後、NHKには問い合わせの電話が殺到、評判となった。送られてきたファンレターも番組出演者中最大量だった。「役所君の持つ、精悍さの中にある優しい瞳に我々は賭けたのだ」というスタッフの意気に応えた[1]。

## 戦のシーン
ドラマの戦のシーンのロケは富士山麓と御殿場市で10日間かけて撮影された。兵士役はエキストラを招集し東京からバスでロケ地へ送迎していたが、撮影3日目に東名高速道路で起きた事故の影響で足止めに遭い、撮影の遅れが懸念された。やむを得ずチーフプロデューサーの澁谷康生をはじめ現場のスタッフ20名が衣装をつけ雑兵役に扮して撮影に臨み、6時間遅れでエキストラを乗せたバスが到着するまで、撮れることが可能なシーンを撮影して急場を凌いだ。

## あらすじ
戦国時代、織田信長や豊臣秀吉とともに三英傑と称される英才、徳川家康。家康は、三河松平家出身であり、幼少の頃より今川・織田という二大国の辛い人質生活、相次ぐ戦の日々、あるいは信長・秀吉への臣従を経て、乱世を終結に導くべく最後の苦難に挑んでいく。

## 出演

### 徳川家の人々
徳川家康 （とくがわ いえやす）
（竹千代→松平元信→松平元康→徳川家康）
演：滝田栄（幼少〜青年期：山崎晃一→加瀬悦孝→松田洋治）
主人公。三河の一大名から身を起こし、幾多の困難を乗り越えて天下人に登り詰め、江戸幕府初代将軍となった。
乱世に翻弄され続けた苦い経験から、泰平の世を望む気持ちは誰よりも強くその為なら自身が天下人で無く誰かの下でも構わないという考えもあった。泰平への願いを込め、「厭離穢土欣求浄土」の旗印を掲げて戦場に臨む。
本質的には温和な性格だが、武将として時には非情の決断をせざるをえないことをわきまえている。実の息子である信康と忠輝を処断する際に悩み苦しむ父親としての姿と最後まで秀頼と淀を助けようとしたが、排除したい秀忠とその側近との温度差も描かれていた。
松平広忠 （まつだいら ひろただ）
演：近藤正臣
家康の父。岡崎城主。
織田・今川という二大勢力に挟まれた状況で、綱渡りの領国経営を余儀なくされる。猛将として知られた父・松平清康よりも評価が劣る事を嘆いている。
伝通院
（於大→伝通院）
演：大竹しのぶ
水野忠政の娘で母は華陽院。広忠の正室で家康の母。
家康を産むが、しばらくして離縁され久松弥九郎に再嫁する。
華陽院
演：八千草薫
水野忠政の妻として信近や於大などを産むが、松平清康に求められ、断りきれなかった忠政が離縁したため清康に再嫁する。家康の祖母としてその幼少期から見守りつづけた。雪斎に嘆願して家康と共に駿府に居住し、桶狭間の戦いの直前に駿府で亡くなる。
勘六
演：宮川陽介
家康の異母兄。
お久
演：高橋恵子
広忠の側室で勘六の生母。広忠が真喜姫を継室に迎えると暇を願い出た。
お春
演：石田えり
広忠の側室。岩松八弥のいとこ。
真喜姫（田原御前）
演：大城えりか
於大離縁後の広忠の継室。戸田宣光の娘。

#### 家康の正室・側室
築山殿
（瀬名（鶴姫）→築山殿）
演：池上季実子
家康の正室。今川義元の姪で信康・亀姫の生母。義元の命により家康と政略結婚する。
名門今川家の出であることを誇りとしており、義元を討った信長を憎んでいる。そして信長に従属し続ける家康との夫婦仲も冷めていく。ついには我が身と信康の安全を条件に武田家と密約を結ぶに至る。
発覚後は家康は哀れみから斬ることが出来ず、浜松に蟄居させ気が触れたという事にして生涯を送らせようとしたが、護送中に今までの振る舞いや今川の縁者という不満と信長の報復を恐れた家康の家臣に斬り殺される。 最後は信康を助けるため、今までの傲慢さを捨て家康に命乞いをするつもりでいたがそれも叶わなかった。
朝日姫
演：岩本多代
家康の継室。秀吉の実妹。家康の臣従を望む秀吉の政略により、前夫と離別させられた上で家康と再婚する。
その後は秀忠を溺愛しそれを生き甲斐としていたが、京で大政所と再会している折に病気で倒れ、その後駿府に戻ることなく亡くなる。
お愛
演：竹下景子
家康の側室、秀忠・忠吉の生母。家康の初恋の女性である吉良御前と瓜二つの風貌で、家康が最も寵愛した側室。
北条討伐の前に亡くなる。
お万
演：東てる美
家康の側室、秀康の生母。築山殿に嫉妬され折檻されたが、作左衛門に保護される。
茶阿局
（お浅→茶阿局）
演：武原英子
家康の側室、忠輝の生母。
阿茶局
演：上村香子
家康の側室。実務能力が高く、奥向きの差配を任される。また家康の秘書的役割も果たす。

#### 家康の子女
徳川信康
演：宅麻伸（幼少〜青年期：田島和典→我妻光弘）
家康の長男。通称は「岡崎三郎（おかざきさぶろう）」。英邁な気性で家康や徳川家臣たちからの期待を一身に背負うが、男を産めなかった五徳を殴りつけたり、領民や僧侶を気まぐれで切り殺すなどの乱行沙汰も多く信長に排除の口実を与えてしまう事になる。家康が逃げて生き延びるように色々と尽くしたがそれに気付かず築山が死んだ事を知り蟄居先で自害する。
亀姫
演：原日出子
家康の長女。奥平九八郎に嫁ぐ。この婚儀は九八郎の最初の妻おふうを犠牲にするものだったため、父家康は婚儀を進めつつも心を痛めた。
結城秀康
演：堀秀行
家康の次男。幼くして豊臣家に人質に出され、秀吉の養子となる。
その後は越前に所領を与えられる。
徳川秀忠
演：勝野洋（幼少期：田遠実）
家康の三男。江戸幕府二代将軍。実直な人柄で、基本的には父家康の意向に忠実である。
武将としての才覚は父に及ばないが、政治家としては次第に実績を積み重ね、頼りがいのある将軍となっていく。反抗的な態度を示す弟の忠輝には厳しい態度で臨む。
秀頼親子を大阪から切り離すだけで終わらせようとする家康と違い、後の禍となる豊臣家を根絶しする事を第一とし大阪城落城時は家康の命を無視して秀頼親子を自害に追い込んだり、家康には無断で秀頼の隠し子の処刑も指示した。
松平忠吉
演：冨家規政（幼少期：萩原等志）
家康の四男。
松平忠輝
演：田中健
家康の六男。長兄信康を彷彿とさせる激しい気性で自由奔放に振る舞い、父家康を困らせる。
野心家の岳父・伊達政宗の謀略に乗せられ、家康や兄秀忠と対立するようになっていく。
政宗の影響を完全に除去する為、最後は家康との永対面禁止命が出され、家康の臨終に立ち会う事が出来ずに深谷へ蟄居させられる。
徳川義直
演：里中村仁
家康の九男、尾張徳川家初代当主。
徳川頼宣
演：高野浩和（幼少期：藤原義武）
家康の十男、紀伊徳川家初代当主。
徳川頼房
演：高橋修宏（幼少期：渡辺憲人）
家康の十一男、水戸徳川家初代当主。

#### 徳川家の嫁・孫
徳姫
演：田中美佐子（幼少〜少女期：北原留美→長谷川真弓）
信長の長女、長男・信康の正室。信康との夫婦仲は悪くなかったが、織田家を憎む築山殿からは辛く当たられる。その辛さを愚痴として綴った手紙を実父信長に送ってしまったことから事態は思わぬ方向へ向かってしまう。その後その手紙が信康を殺す原因となった為、家康の家臣から恨まれたが家康は最後まで庇っていた。
峯高院
演：若林味香
信康の長女。
妙高院
演：原亜友子
信康の次女。
あやめ
演：田中好子
信康の側室、実は武田家の間者。減敬の養女であり信康と徳姫の仲を裂くために派遣された。いつしか信康を本気で慕うようになり、良心の呵責から自害して果てる。
小督
（高姫→小督）
演：白都真理
浅井長政とお市の三女で淀殿・常高院の実妹。秀吉の肝いりで秀忠の正室となり、千姫・竹千代らを生んだ。
松平忠直
演：阪本良介
秀康の長男。
大坂夏の陣においてその戦ぶりを家康から厳しく叱責されるが、その叱責は実は忠輝・政宗に当てつけたものであった。
竹千代
演：嶋英二
秀忠の次男。のちの三代将軍・徳川家光。
五郎八姫
演：岡本舞
伊達政宗の長女で忠輝の正室。敬虔なキリシタンでもある。野心家の父の思惑で忠輝と政略結婚するが、夫婦仲は良好であったが、政宗の野心が元で忠輝と引き離される事となり仙台に送り返される。
最後まで忠輝を慕っていた。

#### 親類たち
水野忠政
演：北村和夫
第1回に登場。於大の実父で家康の外祖父。これからは松平との絆を深めるべきだとの考えから於大を松平広忠へ嫁がせる。
水野信元
演：村井国夫
於大の異母兄。水野家の生き残りの為なら手段を択ばないマキャベリスト。
水野信近
（水野信近→竹之内久六）
演：田代隆秀
忠政の三男、生母は華陽院であり、於大の実兄にあたる。
久松弥九郎
演：橋本功
於大の再婚相手。
戸田宣光
演：森次晃嗣
田原御前の兄。
奥平九八郎
演：渡辺篤史
亀姫の夫。妻のおふうと弟を臣従の証しとして武田家に差し出していたが、奥平家の生き残りのための苦渋の決断の末に人質を見捨てて亀姫と結婚する。長篠の戦いでは居城長篠城に籠城、奮戦する。後に譜代以上の厚遇を受ける。
奥平美作守
演：近藤洋介
九八郎の父。奥三河を拠点とする国衆で武田家に臣従していたが、武田に臣従させられた恥辱と家康がやがて大人物になると見込んでおり、九八郎と亀姫の縁談を機に徳川に寝返る。その後家康に父子共々優遇された。

### 徳川家の家臣たち

#### 幼少期（岡崎・駿府人質時代）
鳥居忠吉
演：宮口精二
鳥居元忠の父。広忠から家康青年期にかけての家臣団の中心的存在。
酒井雅楽頭
演：小笠原良知
石川安芸
演：早川純一
石川数正の祖父。
本多平八郎忠豊
演：山口嘉三
本多平八郎忠勝の祖父。小豆坂の戦いで戦死。
本多平八郎忠高
演：村嶋修
平八郎忠勝の父。織田との戦にて戦死。
大久保新八郎
演：河原さぶ
大久保党を率いている。桶狭間の戦いの後、元康が岡崎城に帰城した際には涙を流し喜ぶ。三河一向一揆の際には蜂屋半之丞らを帰参させるよう家康を説得した。
大久保甚四郎
演：中田譲治
大久保新八郎の弟。
金田与三左衛門
演：山本紀彦
竹千代のお供として駿府の今川へ行く途中に織田方へ竹千代が奪われると、責任をとって自刃して果てた。
松平乗正
演：早崎文司
広忠の側室・お久の父。お久に、竹千代と同日に生まれた子を仏門に入れるよう勧めた。
岩松八弥
演：村田雄浩
広忠の近習、お春の許嫁。織田との合戦の最中右目を負傷し、以後は片目で過ごす。
鳥居元忠
演：川久保潔（幼少期〜青年期：小山渚→草見潤平）
鳥居忠吉の三男。幼少期から家康のそば近く仕え、家康にとって最も信頼できる側近。関ヶ原の戦いの前哨戦である伏見城の戦いで城の守将を務め、壮烈な討ち死にを遂げる。最初から死を覚悟の上での守将の就任であった。
徳千代
演：吉田紀人
のちの阿部正勝。
三之助
演：市川智也
のちの天野康景。三河三奉行の1人。
本多平八郎忠勝
（鍋之助→本多平八郎忠勝）
演：高岡健二（幼少期：高山幸久）
徳川四天王の1人。徳川家臣団随一の武勇の持ち主で、その名を内外に響かせる豪傑。少年期から家康に近侍し、戦死した父の通称を継ぐ。家康からは幼名由来の「鍋（なべ）」という名で呼ばれる。
若いころは直情型の熱血漢だったが、年を経るにつれて重厚な宿老へと成長していった。関ケ原以降は第一線から離れていく。

#### 青年・壮年期（岡崎・浜松時代）
本多作左衛門重次
演：長門裕之
三河三奉行の1人。若き日の家康を支えた宿老で、武勇に優れるだけでなく実務にも長ける。
頑固で短気で家康に対して辛辣な諫言をすることも多い。その気性ゆえに「鬼作左（おにさくざ）」の異名を取る。家康が秀吉の求めに応じて上洛した際は、人質として送られてきた大政所の宿舎の周囲に薪の山を築いて家康の身に万一の事があればいつでも焼き殺すという態度を取り、三河武士の意地を示した。
「一筆啓上 火の用心 お仙泣かすな 馬肥やせ」という妻宛ての手紙を書いたことで知られる。
石川数正
演：江原真二郎
駿府時代から家康の側に仕える宿老の一人。主に外交を担当し、酒井忠次に次ぐ家臣団の重鎮であったが、後に思うところあって徳川家を出奔、秀吉に仕える。
酒井忠次
演：福田豊土
徳川四天王の1人。徳川家の宿老筆頭で、長年にわたって家臣団のリーダーとして活躍する。信康が謀反の嫌疑を掛けられた際は安土の信長のもとに出向き、信康の弁護に努めるが庇いきれず、信長が徳川家の内情を大小問わず全て知っていた事に驚愕していた。
大久保忠世
演：織本順吉
新八郎の甥で甚四郎の子。宿老として青年期の家康を支える。
榊原康政
演：内田勝正（青年期：荒木茂）
徳川四天王の1人。知勇兼備の優れた武将。
井伊直政
演：平泉成（青年期：豊原功補）
徳川四天王の1人。遠州の国衆井伊氏の出身で四天王最年少。
大久保忠隣
演：坂西良太（青年期：吉田幸紘）
大久保忠世の長男。秀忠の側近で、秀忠が将軍となると幕府老中となり権勢を振うが、大久保長安事件によって政敵である本多正信の攻撃により失脚、改易の憂き目に遭う。
大賀弥四郎
演：寺泉哲章
家康に気に入られ異例の出世を果たすが、それだけでは飽き足らず岡崎城の主にするという条件で武田の間者として築山殿と不義密通するなど武田と交戦中の徳川を窮地に追い込んでいく。後に間者であることが露見、民の為にやったと豪語していたが最後はその民によって鋸引きの極刑に処される。
平岩親吉
演：宗近晴見（青年期：真鍋敏宏）
信康の傅役。最後まで信康の助命嘆願をしていた。
服部半蔵
演：樋浦勉
信康自刃の際に介錯を命じられるが、悲嘆のあまり介錯できず辞退する。
鳥居強右衛門
演：上條恒彦
奥平家臣。長篠の戦いの前哨戦で武田軍の捕虜となるが、主家への忠義を貫く。
夏目正吉
演：國井正廣
三方ヶ原の戦いで惨敗し、なおも血気にはやる家康を強引に逃がし、身代わりとなって武田勢の追手に突入し戦死する。
小笠原長忠
演：渥美博
野中重政
演：辻萬長
信康の命で減敬を斬る。築山殿の成敗も担当した。
天方通綱
演：やなせもりひろ
渡辺半蔵
演：加藤精三
蜂屋半之丞
演：角野卓造
三河一向一揆において一揆側のリーダー格。
松平親俊
演：神山卓三
松平家忠
演：車邦秀
夏目治貞
演：大塚周夫
奥平家臣。
石川太郎左衛門
演：高津住男
山田八蔵
演：下條アトム
大賀弥四郎の謀反計画に乗っかるが、自らが使い捨てにすぎないと気づくと、随風の勧めも有り謀反計画の密告を決意する。
初千代
演：鴨治忠司
信康の小姓。
松丸
演：米村知晃

#### 老年・晩年期（駿府・江戸時代）
本多正信
演：内藤武敏
家康の謀臣。晩年の家康が最も信頼した側近。武家官位は佐渡守。三河一向一揆の際はリーダー格の１人で、一揆鎮圧後は諸国を放浪、のち家康に帰参を許される。
出奔した数正と入れ替わりに補佐役を務める。
本多正純
演：本田博太郎
本多正信の長男。父同様知謀に優れている。武家官位は上野介。
才気煥発のあまり周囲への配慮に欠けるきらいがあり、家康から叱責されることもある。
家康が臨終の際にも注意される。
柳生宗矩
演：夏木陽介
将軍秀忠の兵法指南役。通称は又右衛門（またえもん）。
剣客だが知謀にも優れた切れ者。家康に才覚を買われ、大久保長安事件や秀頼の救出や政宗の野望の阻止など様々な裏工作に奔走する。
大坂夏の陣においては将軍秀忠の本陣を守り、敵兵を次々と斬り倒す活躍を見せた。
伊達政宗を恭順させる使者ともなる。
板倉勝重
演：山本亘
初代京都所司代。有能な実務官僚として家康を支える。
大久保長安
演：津川雅彦
武田家の遺臣で、元は能役者だったが理財の才を買われ、金山奉行に抜擢された。重臣大久保忠隣の権勢を笠に着て奔放に振る舞う。知謀にも長けた欲深き野心家で伊達政宗の陰謀にも関わりをもつという怪人物。
金山の金を横領し忠輝が世界へ飛び出す為の資金としていたが、遊び半分で用意した血判状を各地の大名に署名させていたがそれが仇となり長安との関係を幕府に知られる事を恐れた政宗に命を狙われるようになる。最後は実情を知って口封じに殺した愛妾に呪い殺される。
井伊直孝
演：門田俊
井伊直政の次男。
大坂夏の陣において真田勢の急襲を受けて危機に陥った家康を救った。
鳥居新太郎
演：橋爪淳
元忠の次男。
鳥居久五郎
演：中島久之
元忠の三男。
板倉重昌
演：下塚誠
板倉勝重の三男。
土井利勝
演：木村四郎
松平勝隆
演：奥田瑛二
二代将軍秀忠の側近。忠輝とかねてから親しく、無謀な振る舞いをせず幕府の命令に従うように説得する。
何度も使者にされる事を嫌がっていたが、家康に伊達と忠輝の謀反を防げるのは勝隆しかいないと説得される。
松平重勝
演：児玉謙次
安藤直次
演：伊藤和晃
尾張藩付家老となった。
安藤重信
演：佐藤和男
直次の弟。
成瀬正成
演：徳山富夫
尾張藩付家老となった。
永井直勝
演：田辺宏章
三浦按針
演：ダン・ケニー
イギリス人航海士。家康の外交顧問として重宝され土地や地位も与えられていたが
スペイン、ポルトガル、オランダと対等な交渉の妨げとなるという事で遠ざけられ、後にイギリスへ帰国した
家康の小姓
演：内藤典彦
信康の近侍・小者
演：江原正士

#### 家臣の家族・侍女たち
本多作左衛門の妻
演：本山可久子
加津
演：高田敏江
石川数正の妻。
小夜
演：木内みどり
本多平八郎忠高の妻で平八郎忠勝の母。
粂
演：左時枝
大賀弥四郎の妻。
おふう
演：石井めぐみ
奥平九八郎の最初の妻。奥平家から臣従の誓いとして武田家に人質として出されていたが、奥平家が徳川方に寝返ったため見せしめとして磔刑に処される。その悲運の死に家康は胸を痛めた。
阿紀
演：深水真紀子
小侍従
演：二木てるみ
徳姫の侍女。
須賀
演：小川より子
松平広忠の侍女。
百合
演：立枝歩
於大の侍女。
小笹
演：棚橋久美
於大の侍女。
喜乃
演：牛原千恵
築山殿の侍女。
岡崎城台所の女
演：あき竹城

### 織田家の人々
織田信長
演：役所広司（青年期：伊藤洋一）
家康の盟友。秀吉からは「御大将（おんたいしょう）」と呼ばれている。武家官位は右大将、右大臣。
「大うつけ（おおうつけ）」と呼ばれていた少年期に織田家に人質として出されていた幼い竹千代（のちの家康）と知りあい、親しく付き合っている。卓越した行動力と先見性で尾張の一大名から天下人へと上り詰めていく。その言動や出処進退は切れ味鋭く颯爽としているが、一方で気性が激しく猜疑心が強い面も持つ。
徳川が勝手に大きくならないよう、五徳の愚痴の手紙を元に築山殿と信康の謀反を疑い有りと、家康に両者を処断するように難題を突きつけ徳川の立ち枯れを目論んだ
天下統一の目前、京都・本能寺において明智光秀の襲撃を受け（本能寺の変）、奮戦するも衆寡敵せず、寺に火をかけ自刃する。
濃姫
演：藤真利子
信長の正室、斎藤道三の娘。信長のよき理解者だが、夫が次第に孤高の存在となっていくことには危惧の念を持っていた。築山を謀殺する事に同じ戦国の女という事で最後まで反対していた。 本能寺の変において信長と運命を共にする。
お類
演：小田切かおる
信長の側室、信忠・信雄・徳姫の母。
深雪
演：深山由侑子
信長の側室、信孝の母。
源三郎の母
演：青木万里子
信長の側室。
織田信秀
演：伊藤孝雄
信長の父。戦上手であり織田家の版図を急拡大させた。三河の人々にとっては東の今川義元と並んで、西から三河を圧迫してくる恐るべき存在である。
お市
演：眞野あづさ
信長の実妹。浅井長政に嫁ぎ、淀殿・常高院・小督を生んだ。のちに柴田勝家に再嫁する。
常高院
演：三浦真弓
お市の次女。姉・淀君の意向を受け、使者として大坂と駿府の家康との間を往来、東西の融和に努める。
織田有楽斎
演：山本耕一
信秀の十一男。豊臣家に仕え、淀君の叔父として重きを成したが、徳川への内通を疑われ大坂城を退去、家康のもとに身を寄せる。
織田信広
演：伊藤克彦
信長の庶兄。安祥城を守備していたが太原雪斎に敗れ、竹千代と人質交換されることとなる。
織田信忠
演：森篤夫（幼少期：庄司顕仁）
信長の長男。本能寺の変のさい、二条御所で自害する。
信忠の妻
信忠の側室、三法師の母。
演：古沢由美子
織田信雄
演：立川三貴（幼少期：桜井佐智夫）
信長の次男。小牧・長久手の戦いで家康と協力して秀吉と戦うが秀吉に乗せられ家康に無断で和睦してしまう。
国替えで秀吉に不満を言って改易される。
織田信孝
演：本郷耕司（幼少期：秋山康次郎）
信長の三男。
織田三法師
演：永山純一
信長の実孫、信忠の長男。
織田源三郎
演：伊藤秀和
信長の五男。兄・信忠と運命を共にする。
織田信平
演：加藤正之
信秀の叔父。
織田彦五郎
演：入江正徳
尾張下四郡の守護代。

### 織田家の家臣たち
明智光秀
演：寺田農
織田家重臣。「惟任（これとう）」の姓を賜っていたので惟任光秀（これとうみつひで）とも呼ばれる。武家官位は日向守。
もとは足利義昭に仕えていたが信長に鞍替えする。安土城を訪問した家康の饗応役を命じられるが信長の不興を買い面罵され、毛利攻めの大将である秀吉の麾下に入るよう命じられる。
この屈辱に耐えられず突如謀叛を起こして、本能寺にて信長を討ち果たす、その後家康も執拗に追いかけるが逃げられる。
中国より大返しして来た秀吉に大敗し最後は落ち武者狩りの農民に殺される。
明智秀満
演：大林丈史
光秀の近臣。
柴田勝家
演：川口啓史→大山克巳
丹羽長秀
演：竜崎勝
滝川一益
演：新田昌玄
池田勝入
演：和崎俊哉
佐久間盛政
演：溝呂木但
平手中務
演：戸浦六宏
信長の傅役。信長を諌めるため自刃。
平手汎秀
演：窪田吾朗
林佐渡
演：勝部演之
森蘭丸
演：土家歩
信長の小姓。
堀秀政
演：遠藤征慈
津川義冬
演：池田鴻
信雄の家老。

### 豊臣家の人々
豊臣秀吉
（木下藤吉郎→木下秀吉→羽柴秀吉→豊臣秀吉）
演：武田鉄矢
豊臣家初代当主。官位は関白太政大臣。のち関白職を甥の秀次に譲って太閤となる。
百姓上がりの小者であったが、主君信長にその才能を見込まれ出世していく。明朗快活に振る舞い、勘の鋭さと知略でのし上がり織田家家老となる。
信長亡き跡を継ぎ、天下統一を成し遂げた。家康のその人柄を信頼していたが心底では家康を恐れ憎んでいた。
天下統一以降は明への大陸出兵を敢行や、身内や大名の粛清など非人道的な事を蛮行する様になり家康や蕉庵は諫言していたが、最初は聞かなかったが子供が生まれた事もあり一度は諫言を聞き和睦に応じたが和睦内容に不満が有り再度大陸出兵を強行する。
死の床で、家康らに「秀頼を頼む」と言い残して亡くなる。
淀君
（茶々姫→淀君）
演：夏目雅子
浅井長政とお市の長女で信長の姪であり、常高院・小督の実姉。秀吉の側室となり、鶴松と秀頼を産んだ。
秀吉亡き後は秀頼の生母として豊臣家の実権を握る。誇り高き美女。「御母堂様（ごぼどうさま）」と尊称される。
関ケ原で大敗し改易、領土を削られた家臣に黄金を送りたいなど他者に対する優しさも見せている。
秀頼を守りたい一心から徳川との戦を避けようと努めたが、開戦が避けがたいと判断してからは毅然として戦いぬく。
大政所
演：鈴木光枝
秀吉の実母。家康の正室となった朝日姫に会うために岡崎を訪問するが、実態は家康の上洛を促すために秀吉が差し出した人質であった。その後家康により京に返されるが秀吉の大陸出兵に心を痛めつつこの世を去った。
高台院
（ねね→北政所→高台院）
演：吉行和子
秀吉の正室。家康を信頼しており、家康からも敬意を表される。秀吉の死後は家康に天下を託そうと決意し、清正ら子飼いの武将たちにもそうするよう勧める。
松の丸殿
演：奈良富士子
秀吉の側室。淀殿らの従姉妹でもある。
豊臣秀頼
演：利重剛（幼少期〜青年期：三好万季→谷川喜祥→齊藤大→若松誠）
秀吉と淀君の子。豊臣家2代当主、官位は右大臣。
誠実だが神経質な青年として描かれる。
千姫
演：石原真理子（少女期：吉村奈見子）
秀頼の正室。家康の内孫、秀忠・小督の長女。
豊臣秀次
演：氏家修
秀吉の甥。秀吉の養子となり関白職を継いだ。秀頼の誕生によって不安にかられ、無謀かつ非道な行動が増えていきそれが三成たちにつけ込まれ、ある事ないことも付け加えられ秀吉に讒訴される。激怒した秀吉によって切腹させられる。妻や側室、関係者は尽く処刑された。
佐治日向守
演：伊藤豪
朝日姫の前夫。

### 豊臣家の家臣たち

#### 大老
前田利家
演：瑳川哲朗
通称加賀大納言。秀吉の長年に亘る盟友。
秀吉の死後、三成に乗せられ家康と不和なるが家康の心遣いに感激し亡くなる前に息子や天下の事を託す。
毛利輝元
演：御木本伸介
通称安芸中納言。三成と安国寺恵瓊に請われ、西軍の総大将となるが家康派であった義理の息子や分家の吉川広家に反発に遭い
出陣もままならず大阪城に滞在していた、関ヶ原の戦い後は改易は免れたが領地は32万石に削られた。
宇喜多秀家
演：浜田光夫
上杉景勝
演：横井徹

#### 中老
生駒親正
演：山内雅人
堀尾吉晴
演：川島一平

#### 奉行
前田玄以
演：福山象三
浅野長政
演：金内吉男
増田長盛
演：堀勝之祐
石田三成
演：鹿賀丈史
秀吉の最も信任厚い側近。武家官位は治部少輔、佐和山城城主。五奉行の一人。
クールな切れ者だが人望に乏しく、清正ら武断派とは仲が悪く秀吉死後は完全に孤立。
秀吉が心底に有った家康に対する恐怖や恨みを知らずに引き継ぎ、やたらと家康を敵視する。
関ヶ原の戦いでは西軍を率いて家康と戦った。敗戦後、斬首される。
長束正家
演：石濱朗

#### 参謀
蜂須賀小六
演：中井啓輔
黒田官兵衛
演：入川保則

#### 西軍諸将（関ヶ原戦役）
島左近
演：川津祐介
石田家家老。
小早川秀秋
演：堀内正美
高台院の甥。もとは秀吉の養子となっていたが、小早川家を継ぐ。関ヶ原の戦いでは西軍を裏切り東軍についた。いざ合戦が始まると優柔不断な態度を取ったため苛立った家康に鉄砲で陣地を攻撃され、慌てて西軍に攻撃を仕掛ける。
毛利秀元
演：越村公一
黒田長政の誘いに乗り毛利家の存続を条件に家康側につく
輝元が三成に要請され出陣するか悩んだ際、「秀頼君と共に御出陣叶わなければ、出陣しない方がいい、やがて三成に対する怨嗟が今度こちらに降りかかる」と説いた。
吉川広家
演：相原巨典
安国寺恵瓊
演：滝田裕介
毛利家家臣。
大谷吉継
演：有川博
武家官位は刑部少輔。不治の病に侵され、顔を白い頭巾で被っている。三成の親友。
三成に請われ味方になるよう説得されるが、毛利家がこちらに付かなければ出来ないと条件を付けた。
小西行長
演：纓片達雄
島津義弘
演：田崎潤
薩摩の大名で百戦錬磨の猛将。関ヶ原の戦いにおいての退却時に敵中突破の手段として捨て奸という捨て身の戦法を用いて脱出に成功、家康を感服させる。後に所領は全く削られずに和議を結べた。
島津豊久
演：片岡弘貴
義弘の甥。関ヶ原の戦いで戦死。
宗義智
演：真野等坪
対馬領主。朝鮮国との外交文書を秀吉の都合のいいように改ざんしていた。
直江兼続
演：睦五朗
上杉家家老。
平岡頼勝
演：大宮悌二
小早川家家老。

#### 東軍諸将（関ヶ原戦役）
加藤清正
演：伊吹吾朗
武断派の猛将。北政所を実の母のように慕う一方で、三成とは仲が悪い。
家康の力がなければ泰平が崩れると判っており家康に積極的に協力する。
家康と秀頼の二条城会見の際には秀頼側として随行する。既に病を患っており、会見後淀君に暇乞いをして程なく没する。
福島正則
演：綿引勝彦
秀吉の子飼いの猛将。清正とは違い感情だけで家康に加担するが、後に家康に手を貸した事を後悔する。
藤堂高虎
演：前田昌明
黒田長政
演：倉石功
官兵衛の長男。
細川忠興
演：岩下浩
細川藤孝（幽斎）の長男。
小笠原少斎
演：※配役不明
浅野幸長
演：森田順平
浅野長政の長男で高台院の甥。
池田輝政
演：岩尾康延
勝入の次男。
山内一豊
演：小野泰次郎
田中吉政
演：加地健太郎
有馬則頼
演：宮沢元
前田利長
演：伊藤高
利家の長男。
前田利政
演：佐久田修
利家の次男。
大久保猪之助
演：江角英明
黒田家家臣。関ヶ原の戦いでは小早川軍目付。
阿松
演：稲野和子
利家の正室。利長、利政の実母。
細川ガラシャ
演：丸尾りえ
明智光秀の娘で、忠興の正室。

### （秀吉死後の）豊臣家の家臣たち
片桐且元
演：久米明
豊臣家の宿老。豊臣と徳川の融和に努めるが、淀君の信任を失い大坂城からの退去を余儀なくされる。
大蔵卿局
演：柳川慶子
大野修理、治房、道犬の実母。淀君の乳母でもあり、豊臣家の奥向きを取りしきる実力者。
饗庭局
演：茅島成美
淀君の乳母、側近。
正栄尼
演：谷口香
秀頼の乳母、淀君の側近。
大野修理
演：谷隼人
大蔵卿局の息子。武家官位は修理大夫で、通称は修理（しゅり）。
秀頼の側近筆頭で、武将というよりは官僚然とした人物。且元退去後の豊臣家の実権を握る。淀君に従いつつも全てにおいて忠実というわけでもない。
大野治房
演：谷岡弘規
大野修理の弟。兄とは違って血気盛んな武闘派である。
大野道犬
演：金沢寿一
渡辺内蔵助
演：久富惟晴
正栄尼の息子。
速水守久
演：中野誠也
おちょぼ
演：高崎晃子
千姫付きの侍女。千姫と共に大坂城を脱出する。

### 大坂の陣で入城した浪人武将
真田幸村
演：若林豪
浪人武将のリーダー格。天才的な戦術家であり、大坂冬の陣では真田丸を拠点に徳川軍を翻弄、大坂夏の陣では捨て身の突撃で家康の本陣を急襲するなど、家康を大いに苦しめた。自身を含め大坂城に居残った人々を「他に行き先の無い御仁」と規定し、「行き先のある御仁は退散なされて苦しからずや」と言い放つ。
毛利勝永
演：青木義朗
後藤又兵衛
演：唐沢民賢
元黒田家家臣であったが、出奔して大坂方に加わった。
長宗我部盛親
演：大久保正信
明石掃部
演：真実一路
荒川熊蔵
演：溝口舜亮
幸村の家臣。
奥原信十郎
演：井川比佐志
柳生宗矩の従兄弟。浪人武将の一人として大坂城入りするが実は宗矩と気脈を通じており、秀頼・千姫の大坂城からの救出を目論む。

### 今川家の人々
今川義元
演：成田三樹夫
戦国大名今川氏当主。家康最初の主君。武家官位は治部大輔。「御所様（ごしょさま）」と尊称される。東海地方に一大勢力を築き上洛を目指すが、桶狭間の戦いで戦死する。
竹千代（家康）の器量を早くから見抜き、愛しつつも警戒する。自分の姪である瀬名と結婚させる事で家康の取り込みを図る。
公家趣味を持ちつつも、戦国武将らしい豪毅さと冷徹な知謀を併せ持つ人物として描かれる。
今川氏真
演：林与一
義元の子。高慢で軽薄な気性で、元信（家康）を「三河の宿無し」と呼んで蔑む。趣味は蹴鞠。
父の戦死後当主となるが器量において父に及ばず、今川家を守り切れずに終わってしまう。
太原雪斎
演：小林桂樹
義元の軍師。家康の手習いの師を務める。高名な禅僧でもあり、家康の人格形成や宗教観などに大きな影響を与える。
今川家の政治・軍事の両面で義元を補佐し実権を握り、自ら総大将となって出陣する事もある。「戦もまた慈悲、戦わねば無道がはびこる」という信念を持ち、自らを「今川の家来で無うて仏の家来、戦う家来でござる」と規定する。
義元の上洛直前に病死し、その不在は今川家の将来に暗い影を落とした。
関口親永
演：佐藤英夫
瀬名の実父。義元の妹婿でもあり、義元の命で娘の瀬名を家康と結婚させるが本人は家康をいたく気に入っていたので不満はなかった。 後に氏真に家康の身内という理由で処刑される。
朝比奈備中守
演：亀石征一郎
吉良御前
（椿（亀姫）→吉良御前）
演：竹下景子（お愛と二役）
家康の初恋の女性。曳馬野城の城主飯尾連竜に嫁ぐが夫に先立たれ、女城主として城を守る。家康が今川領に侵攻した際は今川家への忠誠を誓って家康の降伏勧告にも応じず、抵抗の末に自害する。

### 武田家の人々
武田信玄
演：佐藤慶
甲斐の戦国大名で、無類の戦上手。天下取りを目指して上洛の途につく。家康が討って出るとは思っていなかったが、出てきたと知るや万全の体制で迎えうち、三方ヶ原の戦いで家康を散々に撃ち破った。家康はこの敗戦を恥じて自分の惨めな姿の肖像画を描かせた。浜松城に攻め掛かるつもりでいたが、波太郎の笛音に誘われ外に出た所を金蔵に狙撃されその傷が元で亡くなる。
武田勝頼
演：藤堂新二
信玄の三男。長篠の戦いで信長・家康に敗れ、のちに滅亡に追い込まれた。 間者を使い築山や信康を取り込もうとしたが失敗する。
山県昌景
演：井上昭文
武田家宿老。長篠の戦いで戦死した。
穴山梅雪
演：生井健夫 勝頼にはついていけず、家康に降伏するがその事で信長に失笑されていた。
馬場信春
演：長沢大
武田家宿老。長篠の戦いで戦死した。
跡部勝資
演：立川恵三
小山田信茂
演：山田博行
米倉丹後守
演：山崎満
上原能登守
演：加賀谷純一
木曽義昌
演：加藤和夫
減敬
演：津村 隆
医師、実は武田の間者。
瀬名（鶴姫・築山殿）に取り込み策略を計る。計画はばれて、討ちとられる。

### 諸大名とその関係者
伊達政宗
演：尾上辰之助
東北の雄。天下獲りの野心を抱いており、家康の生涯最後の壁というべき人物。武家官位は陸奥守。
頭脳明晰で冷徹な策士である一方で、スペイン帝国との交易を求めて外交使節を派遣するなど気宇壮大な一面も持つ。
娘の五郎八姫を家康の六男忠輝に嫁がせ、忠輝を手駒として操り家康に警戒されない様、家康の死とスペイン艦隊の到着を待っていたが、スペイン艦隊が到着する前に大坂の合戦が起こったのは想定外であったらしく合戦が早期に終わらせないように遅延工作をしていた事や忠輝の暴走が仇となり家康と秀忠から警戒されるようになる。 後に家康自ら出向いて関東各所での対伊達への防衛網の構築、片腕であった片倉小十郎の死、当てにしていたスペインからも距離を取られ、忠輝が蟄居された事により勝ち目がないと悟り、幕府や家康が伊達への敵意が無い事を確認したうえで宗矩の説得により野心を捨て家康と幕府に恭順する。 家康の臨終には数少ない立ち会いを許され、その際には家康が全てを許した事に涙を流して感謝した。
北条氏政
演：川辺久造
関東に一大勢力を築いた小田原北条氏の当主。
北条氏直
演：三沢慎吾
氏政の子。随風の説得により秀吉に降伏する事を選ぶ。
足利義昭
演：篠原大作
室町幕府最後の将軍。
信長の支援により再び入京したが、自分を蔑ろにする信長が疎ましくなり秘密裏に各大名に信長討伐令出すが
後に信長に発覚し京より追放される
細川藤孝
演：丸山詠二
細川忠興の父。
足利に愛想尽かし信長側に加担する。
浅井長政
演：柴田侊彦
近江小谷城主。信長の妹・お市を妻に迎えた。
信長のあまりの非道ぶりにいつか自分にも降りかかると悟り信長を裏切る。その際信長へわざわざ使者を派遣し手切れを通告するなど、基本的には律儀な性格。
最後は小谷城で自刃して果てた。
滝川雄利
演：伊藤正博

### 文化人たち

#### 家康のブレーン
納屋蕉庵
（竹之内波太郎（熊野若宮）→納屋蕉庵）
演：石坂浩二
架空の人物。三河の有力郷士から後に堺の豪商にまで上り詰めた。竹之内宿禰の末裔を称し祭祀を執り行う神官として崇敬される一方で知謀にも長けており、家康の軍師的存在として活躍する。若き日の信長の学問の師でもあった。三方原など家康の窮地を陰ながら何度も救っている。
女を慰みものにしたり、乱暴する者には嫌悪感を示す。
前髪の若衆姿をしており、当初はどの勢力にも属さず情勢を観察し、日本を平定し安寧をもたらす武将を探していた、やがて信長と家康に武将としての高い資質を見い出して肩入れするようになっていく金蔵・銀蔵・木の実を始め多くの配下を抱え東海地方において隠然たる影響力を持ち、後に商人に転向し堺衆を従え信長を支えていたが本能寺の変で亡くなった際には「信長らしくもない」と呆然としていた、信長の後継者として秀吉の天下取りを影から援助していくが、秀吉が大陸出兵の野心がある事に懸念を持っていた、やがて明と朝鮮への戦争強行や残虐行為など徐々に言う事を聞かなくなる、支援していた事と秀吉を止められなかった事を後悔し本格的に家康を支援する様になる。家康が征夷大将軍に就任したのを見届けこの世を去った。
天海
（随風→天海）
演：竜雷太
天台宗の僧。気ままな放浪をしながら修行の旅をしている。家康の器量を早くから見込み、よき相談相手となる。家康が天下を取ってからは家康の政治顧問となる。極めて長命であり、家康の死後も幕府の重鎮として重きをなす。
金地院崇伝
演：森塚敏
西笑承兌
演：里居正美
茶屋四郎次郎
演：中山仁
堺の商人。蕉庵同様に家康が天下人になるべき人物見定め。何かと支援や情報提供をしている。
伊賀越えに同行した。
茶屋又四郎
演：福田勝洋
四郎の息子。父親同様に徳川を支援する。
本阿弥光悦
演：大出俊
京を拠点とする芸術家であり、同時に家康のブレーンでもある。情報収集能力に優れる。 晩年は秀忠が行った豊臣家への仕打ちに愛想尽かし、「いやはや何もかも汚い汚い！」と厳しい批判を家康に浴びせて隠居するが、かえってその批判に感じ入った家康から洛北鷹峯に土地を与えられ、その好意に感激した。
近衛前久
演：佐竹明夫
元公卿。関白であったが明智光秀に信長討伐を認める勅を出した為、実権を握った秀吉に追放される。
朝廷の作法や知識、情報収集、公家への繋がりを築く為に徳川家が引き取り保護した。

#### 商人たち
島井宗室
演：山内明
博多の豪商。
蕉庵の命で朝鮮に渡り視察するが、いい加減な外交に三成や小西行長に失望していた。
淀屋常安
演：早川雄三
堺の豪商。 秀吉の大陸出兵には反対的で明から眼を逸らせようと秀吉にヨーロッパ諸国との交易に力を入れるように強く推奨していた。
今井宗久
演：川部修詩
堺の豪商。
津田宗及
演：湊俊一
堺の豪商。

### その他
木の実
演：紺野美沙子
架空の人物。納屋蕉庵の養女。養父の意を受けて密偵として様々な工作を行う。三成によって抹殺される。
おみつ
（おみつ→栄の局）
演：萬田久子
架空の人物。納屋蕉庵の養孫、のち豊臣秀頼の侍女。
お袖（小女郎）
演：神崎愛
架空の人物。本阿弥光悦が石田三成の許へ間者として放った博多の遊女だったが、のち三成の愛妾となった。三成を深く愛しており、三成が関ヶ原で敗れて処刑されるとその後を追って自害した。
於こう
演：加賀まりこ
架空の人物。本阿弥光悦の妹、大久保長安の愛妾。長安の手駒として利用される。
全てを知ってしまった為、長安によって殺される。
金蔵
演：倉田保昭
竹之内波太郎の配下の忍びの者。
銀蔵
演：佐乃貢司
竹之内波太郎の配下の忍びの者。
糟谷長閑
演：金井大
灸医師。
大石村孫四郎
演：小島三児
伊賀大石村の百姓。伊賀越えの途上で家康一行が出逢った一揆の頭目。
家康の振る舞いに感じ入り家康を「良い殿様」呼びと他の一揆衆や村に伝え家康を襲わないよう頼み回った。
柘植三之丞
演：野口貴史
伊賀の地侍。伊賀越えをする家康一行に協力して警護・道案内にあたる。
孫三
演：三谷昇
伊勢白子浜の漁師。伊賀越えを果たした家康一行のために自分の船を提供する。
当初は侍という事で嫌悪していたが、「自分達の言葉を初めて聞いてくれたお侍様」と家康の器量に感じ入り一族が処刑される事を覚悟うえで船を貸した。
細作
演：阿部六郎

## スタッフ
- 原作：山岡荘八『徳川家康』
- 脚本：小山内美江子
- 音楽：冨田勲[注 4]
- 語り：館野直光
- 演奏：新室内楽協会
- テーマ音楽演奏：NHK交響楽団
- テーマ音楽指揮：秋山和慶
- コーラス：慶應義塾ワグネル・ソサィエティー男声合唱団
- 題字：渡辺裕英
- 考証：鈴木敬三
- 風俗考証：磯目篤郎
- 殺陣：林邦史朗
- 邦楽作曲：杵屋正邦
- 振付：花柳寿楽
- 踊り：花柳寿楽社中
- 囃子：堅田社中
- 能楽・鼓指導：梅若紀彰
- 能舞・演奏：梅若会
- 笛指導・笛演奏：望月太八
- 琵琶演奏：中谷譲水
- 古式銃指導：森重民造
- 香道指導：小川静子
- 茶道指導：西原暉子
- 人形制作：福田啓助
- 鷹狩指導：沢田政弘（鷹匠役で本編にも出演）
- 協力：蹴鞠保存会、大本山総持寺、霊梅院、薬王院、上野寛永寺
- 制作：澁谷康生
- 美術：内藤政市、蒔田穣、大鹿文明
- 技術：斎藤政雄、戸塚健庫、石川泰宏
- 効果：柏原宣一、篠遠哲夫、平塚清
- 照明：佐野鉄男、小野寺政義
- カメラ：吉野照久、中村一美
- 音声：岩崎延雄、豊泉利男
- 記録：市川筆子
- 演出：大原誠／加藤郁雄、松本守正、兼歳正英、国廣和孝、高橋幸作

## 放送
特記がない限りNHKクロニクルのNHK番組表ヒストリーで確認。

### 通常放送時間
- NHK総合テレビジョン：毎週日曜 20時00分 - 20時45分
- （再放送）NHK総合テレビジョン：毎週土曜 13時25分 - 14時10分[注 5]

### 放送日程
- 第1回は45分拡大で放送。
- 最終回は40分繰り上げかつ45分拡大で放送。

| 第1回                                                      | 1月9日   | 竹千代誕生     | 大原誠   | 34.9% |
| 第2回                                                      | 1月16日  | 離別           | 加藤郁雄 | 35.2% |
| 第3回                                                      | 1月23日  | 人質略奪       | 松本守正 | 33.0% |
| 第4回                                                      | 1月30日  | 忍従無限       | 大原誠   | 37.4% |
| 第5回                                                      | 2月6日   | 人質交換       | 加藤郁雄 | 36.0% |
| 第6回                                                      | 2月13日  | 試練の時       | 松本守正 | 35.5% |
| 第7回                                                      | 2月20日  | 初陣           | 大原誠   | 36.2% |
| 第8回                                                      | 2月27日  | 桶狭間         | 加藤郁雄 | 35.9% |
| 第9回                                                      | 3月6日   | 岡崎入城       | 松本守正 | 33.0% |
| 第10回                                                     | 3月13日  | 三河一向一揆   | 大原誠   | 34.5% |
| 第11回                                                     | 3月20日  | 興亡の城       | 兼歳正英 | 29.9% |
| 第12回                                                     | 3月27日  | 人生の岐路     | 加藤郁雄 | 36.1% |
| 第13回                                                     | 4月3日   | 三方ヶ原合戦   | 大原誠   | 28.0% |
| 第14回                                                     | 4月10日  | 父と子         | 松本守正 | 30.2% |
| 第15回                                                     | 4月17日  | 陰謀           | 兼歳正英 | 27.3% |
| 第16回                                                     | 4月24日  | 無情の風       | 加藤郁雄 | 33.3% |
| 第17回                                                     | 5月1日   | 無血の勝利     | 国広和孝 | 27.8% |
| 第18回                                                     | 5月8日   | 謀叛発覚       | 大原誠   | 33.2% |
| 第19回                                                     | 5月15日  | 長篠の戦       | 松本守正 | 34.7% |
| 第20回                                                     | 5月22日  | 難題           | 兼歳正英 | 32.4% |
| 第21回                                                     | 5月29日  | 信康追放       | 加藤郁雄 | 29.2% |
| 第22回                                                     | 6月5日   | 落花有情       | 松本守正 | 27.5% |
| 第23回                                                     | 6月12日  | 安土への道     | 兼歳正英 | 35.0% |
| 第24回                                                     | 6月19日  | 本能寺の変     | 大原誠   | 31.4% |
| 第25回                                                     | 6月26日  | 伊賀越え       | 大原誠   | 35.1% |
| 第26回                                                     | 7月3日   | 次に吹く風     | 加藤郁雄 | 36.9% |
| 第27回                                                     | 7月10日  | 小牧長久手の戦 | 松本守正 | 28.9% |
| 第28回                                                     | 7月17日  | 数正出奔       | 国広和孝 | 27.7% |
| 第29回                                                     | 7月24日  | 三河の意地     | 加藤郁雄 | 30.6% |
| 第30回                                                     | 7月31日  | 両雄対面       | 大原誠   | 27.1% |
| 第31回                                                     | 8月7日   | 妻ならぬ母     | 兼歳正英 | 24.4% |
| 第32回                                                     | 8月14日  | 家康江戸入り   | 国広和孝 | 24.5% |
| 第33回                                                     | 8月21日  | 戦雲動く       | 松本守正 | 23.5% |
| 第34回                                                     | 8月28日  | 渦中の人       | 加藤郁雄 | 29.1% |
| 第35回                                                     | 9月4日   | 太閤死す       | 大原誠   | 28.4% |
| 第36回                                                     | 9月11日  | 分裂の芽       | 松本守正 | 29.6% |
| 第37回                                                     | 9月18日  | 窮鳥猛鳥       | 高橋幸作 | 29.8% |
| 第38回                                                     | 9月25日  | 機は熟す       | 加藤郁雄 | 31.3% |
| 第39回                                                     | 10月2日  | 関ヶ原前夜     | 大原誠   | 27.7% |
| 第40回                                                     | 10月9日  | 関ヶ原         | 大原誠   | 29.2% |
| 第41回                                                     | 10月16日 | 将軍家康       | 加藤郁雄 | 31.3% |
| 第42回                                                     | 10月23日 | 世界の風       | 松本守正 | 28.8% |
| 第43回                                                     | 10月30日 | 連判状の夢     | 大原誠   | 30.1% |
| 第44回                                                     | 11月6日  | 騒動の根       | 加藤郁雄 | 29.6% |
| 第45回                                                     | 11月13日 | 巨城の呼び声   | 松本守正 | 30.3% |
| 第46回                                                     | 11月20日 | 老いの決断     | 加藤郁雄 | 30.2% |
| 第47回                                                     | 11月27日 | 大坂 冬の陣    | 大原誠   | 30.6% |
| 第48回                                                     | 12月4日  | 大坂 夏の陣    | 松本守正 | 29.5% |
| 第49回                                                     | 12月11日 | 落城           | 加藤郁雄 | 31.3% |
| 最終回                                                     | 12月18日 | 泰平への祈り   | 大原誠   | 33.1% |
| 平均視聴率 31.2%（視聴率は関東地区・ビデオリサーチ社調べ） |          |                |          |       |

### 総集編
| 放送回 | 放送日   | 題         | 放送時間                         |
| ------ | -------- | ---------- | -------------------------------- |
| 第1回  | 12月25日 | 忍従の日日 | 20:00-22:00                      |
| 第2回  | 12月26日 | 戦国無情   | 21:40-22:15、（中断）22:40-23:26 |
| 第3回  | 12月27日 | 両雄対決   | 21:40-23:00                      |
| 第4回  | 12月28日 | 泰平への道 | 21:40-23:00                      |

- 第2回の中断は第2次中曽根内閣閣僚名簿発表を放送したため。

## メディア
- 総集編： 全4巻 (VHS)、 3枚組 (DVD)
- 完全版： 全26巻 (VHS)、 全7巻、13枚、50回 (DVD)